# Stabat Mater (Pergolèse)
Pour les articles homonymes, voir Stabat Mater (homonymie).
Le Stabat Mater, P. 77, est une œuvre musicale religieuse écrite par Jean-Baptiste Pergolèse en 1736, pendant les dernières semaines de sa vie, dans le monastère de Pouzzoles. Son texte est de nos jours attribué à Jacopone da Todi († 1306), mais sa distribution pour les deux voix est librement effectuée dans l'optique d'obtenir une excellente variété.
Dernière œuvre du compositeur, qui meurt des suites d'une tuberculose à l'âge de 26 ans, elle est écrite pour deux voix chantées (traditionnellement soprano et alto, sans doute des castrats) et un petit ensemble instrumental de composition classique (premiers et seconds violons, alto, basse, basse continue). C'est aujourd'hui la composition la plus populaire de Pergolèse.

## Histoire de l'œuvre
Ce Stabat Mater, basé sur un texte liturgique du XIIIe siècle méditant sur la souffrance de la Vierge Marie, mère du Christ, était une possible commande du duc de Maddaloni, mécène de Pergolèse et violoncelliste amateur. Une origine alternative suggère en effet une commande de 1734 d'une archiconfrérie de Naples, les Cavalieri de la Vergine dei Dolori (Chevaliers de la Vierge des Douleurs), qui souhaitait remplacer le Stabat Mater vieillissant d'Alessandro Scarlatti, dont il conserve toutefois le même effectif vocal, pour soprano et alto. Il devait être donné à Santa Maria dei Sette Dolori, église où le duc de Maddaloni possédait une chapelle votive et où il faisait exécuter des œuvres religieuses chaque troisième dimanche de septembre.
Une fois réputée, cette composition devint, à Paris, le répertoire régulier du Vendredi saint auprès du Concert spirituel, jusqu'à la disparition de cette association en 1790. Comme l'œuvre de Pergolèse a besoin de deux solistes virtuoses, parfois elle était remplacée par d'autres Stabat Mater, surtout celui de Joseph Haydn.

## Musique

### Effectif
L'œuvre est écrite pour soprano, alto, cordes et continuo. Elle a été à l'origine et pendant longtemps, chantée par des castrats, ou éventuellement des garçons sopranistes, l’Église interdisant le chant féminin dans les offices.
| Instrumentation du Stabat Mater de Pergolèse              |
| Cordes                                                    |
| premiers violons, seconds violons, altos, basse continue. |
| Voix                                                      |
| 1 soprano, 1 alto.                                        |

### Structure de l'œuvre
L'œuvre est construite comme une cantate italienne du XVIIIe siècle, avec arias et duos. Pergolèse reprend l'intégralité du texte de la prose médiévale (20 tercets) mais les regroupe parfois dans la même pièce (13 pièces).
Son exécution demande environ 30 à 40 minutes ; elle se compose des parties suivantes :
1. Stabat Mater dolorosa (duo), en fa mineur, à .
2. Cujus animam gementem (soprano), en do mineur, à 
.
3. O quam tristis et afflicta (duo), en sol mineur, à .
4. Quae moerebat et dolebat (alto), en mi bémol majeur, à 
.
5. Quis est homo qui non fleret (duo), en do mineur, à , qui inclut le texte du tercet suivant : Quis non posset contristari, et se conclut avec Pro peccatis suae gentis, en do mineur, à 
.
6. Vidit suum dulcem natum (soprano), en fa mineur, à .
7. Eia Mater fons amoris (alto), en do mineur, à
8. Fac ut ardeat cor meum (duo), en sol mineur, à .
9. Sancta Mater, istud agas (duo), en mi bémol majeur, à , qui inclut les quatre tercets suivants : Tue nati vulnerati, Fac me vere tecum flere, Juxta crucem tecum stare et Virgo virginum praeclara
10. Fac ut portem Christi mortem (alto), en sol mineur, à , qui inclut le tercet suivant Fac me plagis vulnerari
11. Inflammatus et accensus (duo), en si bémol majeur, à , qui inclut le tercet suivant Fac me cruce custodiri
12. Quando corpus morietur (duo), en fa mineur, à .
13. Amen, amen., en fa mineur, à .

## Adaptation ou révision
L'œuvre, devenue très renommée, a été reprise et adaptée maintes fois par la suite. La plus célèbre version est celle de Jean Sébastien Bach qui en reprend les thèmes dans sa cantate Tilge, Höchster, meine Sünden, BWV 1083.
Parmi les autres révisions ou emprunts il faut citer Paisiello, Salieri, Hiller sur un texte de Klopstock, Hindemith qui l'incorpore dans son opéra Sancta Susanna
L'œuvre est également parfois interprétée dans une réduction pour orgue et deux voix.

## Discographie sélective
- Mirella Freni (soprano), Teresa Berganza (mezzo-soprano), Ettore Gracis (direction), Solisti dell'Orchestra « Scarlatti » Napoli,
1972, Archiv Porduktion 2533 114.
- Sebastian Hennig (voix d'enfant), René Jacobs (haute-contre et direction), Johan Huys (orgue), Concerto Vocale,
1983, Harmonia Mundi HMA1951119[cg 3].
- Núria Rial (soprano), Carlos Mena (contre-ténor), Philippe Pierlot (direction), Ricercar Consort,
2005, Mirare MIR006.
- Sandrine Piau (soprano), Christopher Lowrey (contre-ténor), Christophe Rousset (direction), Les Talens Lyriques
2020, Alpha Classics ALPHA449.

## Discographie des variants
- Version de la cathédrale de l'Incarnation de Malaga (arrangement par Juan Francés de Iribarren Echevarría 1699 - † 1767)
María Espada (soparano), Carlos Mena (contre-ténor), Enrico Onofri (direction), Orquesta Barroca Sevilla,
2021, Passacaille PAS1094